# Emilio Caldara
Emilio Caldara (Soresina, 20 gennaio 1868 – Milano, 31 ottobre 1942) è stato un politico italiano.
Fu il primo sindaco socialista di Milano, in carica dal 30 giugno 1914 al 20 novembre 1920.

## Biografia
Di famiglia modesta, dopo gli studi in Giurisprudenza all'Università degli Studi di Pavia, si trasferì nel 1891 a Milano dove intraprese l'attività professionale. Si dedicò ben presto anche alla politica nel movimento socialista, collaborando inoltre alla rivista Critica Sociale, vicino alle posizioni di Bissolati e Turati.
Nel 1899 fu eletto consigliere comunale per la prima volta; dalle elezioni emerse una maggioranza di sinistra, con il PSI che appoggiava dall'esterno la giunta del sindaco radicale Mussi e in seguito entrò nella giunta Barinetti.
Nel 1901 fu nominato segretario generale della neonata ANCI, l'Associazione Nazionale Comuni Italiani; mantenne il ruolo fino al 1916.
Nel 1905 non si ricandidò alle elezioni comunali, presentandosi invece a quelle del 1910. In quelle elezioni risultò vincente una maggioranza conservatrice, e il PSI fu all'opposizione.
Le elezioni politiche del 1913 videro un ulteriore aumento di consensi del PSI, che si presentò quindi alle elezioni comunali del 1914 con buone speranze. La lista socialista ottenne il primato dei voti degli elettori aggiudicandosi l'ampissimo premio di maggioranza previsto dalla legislazione dell'epoca, ossia 64 seggi su 80, e Caldara (a seguito della rinuncia del capolista Luigi Majno) divenne sindaco del capoluogo meneghino, il primo del PSI.

### Sindaco di Milano
Da sindaco, la sua attività tese all'aumento dell'assistenza pubblica ai disoccupati e ai ceti deboli tramite per esempio la calmierazione dei prezzi, si spinse per le municipalizzazioni, tanto che nel 1916 furono municipalizzati i trasporti pubblici, e per una serie di grandi opere pubbliche, dando tra l'altro inizio alla realizzazione di Città Studi.
Allo scoppio della prima guerra mondiale, Caldara estese la rete di assistenza pubblica, coinvolgendo tutte le forze politiche; rimase neutralista anche se intervenne per chiedere un supplemento di indagine prima di espellere dal PSI l'allora consigliere comunale Mussolini, membro della sua maggioranza, dopo che questi era divenuto interventista.
Esponente della corrente gradualista del PSI, quando il partito vide l'affermazione di una maggioranza massimalista, che nel 1917 avanzò l'idea delle dimissioni di tutti i sindaci socialisti, Caldara si trovò al centro di critiche da più fronti. La difficile situazione finanziaria del comune di Milano, specie al termine del conflitto, contribuì alla decisione di Caldara di non ricandidarsi a sindaco nel 1920.
Alle elezioni comunali del 1920, quella del PSI si confermò la lista più votata e Caldara l'eletto con più voti, ma tuttavia si dimise da sindaco lasciando la carica a Angelo Filippetti.

### Deputato
Caldara lasciò il consiglio comunale di Milano nel 1921, in seguito alla sua elezione a deputato alle elezioni politiche. Nel 1922 fece parte del gruppo di deputati riformisti espulsi dal PSI che costituirono il Partito Socialista Unitario. Fu rieletto deputato nel 1924. Nel 1925 prese parte alla secessione dell'Aventino.
Il governo fascista lo fece dichiarare decaduto da deputato nel 1926.

### Ultimi anni
Tenutosi in disparte dalla vita politica, nel 1934 suscitò però sconcerto tra gli antifascisti con un tentativo di creare una rivista dedicata al lavoro, riguardo alla quale ebbe un colloquio con Mussolini, che aveva mantenuto per Caldara una forma di rispetto frutto delle vicende della loro passata esperienza amministrativa.
Morì a Milano nel 1942. Riposa nella cripta del Famedio del Cimitero Monumentale.